# Haworthiopsis scabra

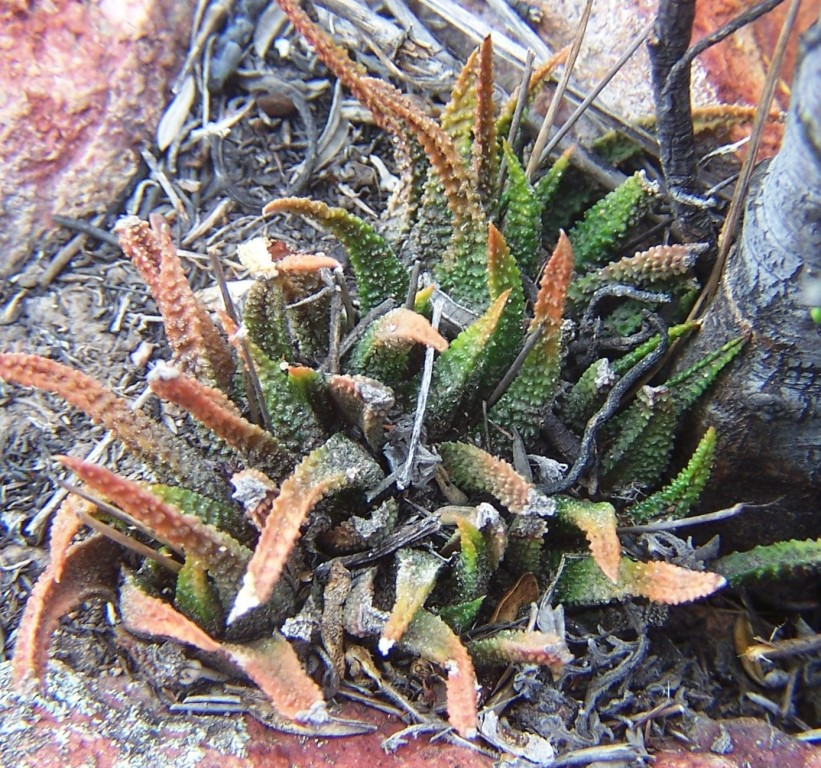
Haworthiopsis scabra var. scabra; la forma tipus a l'hàbitat

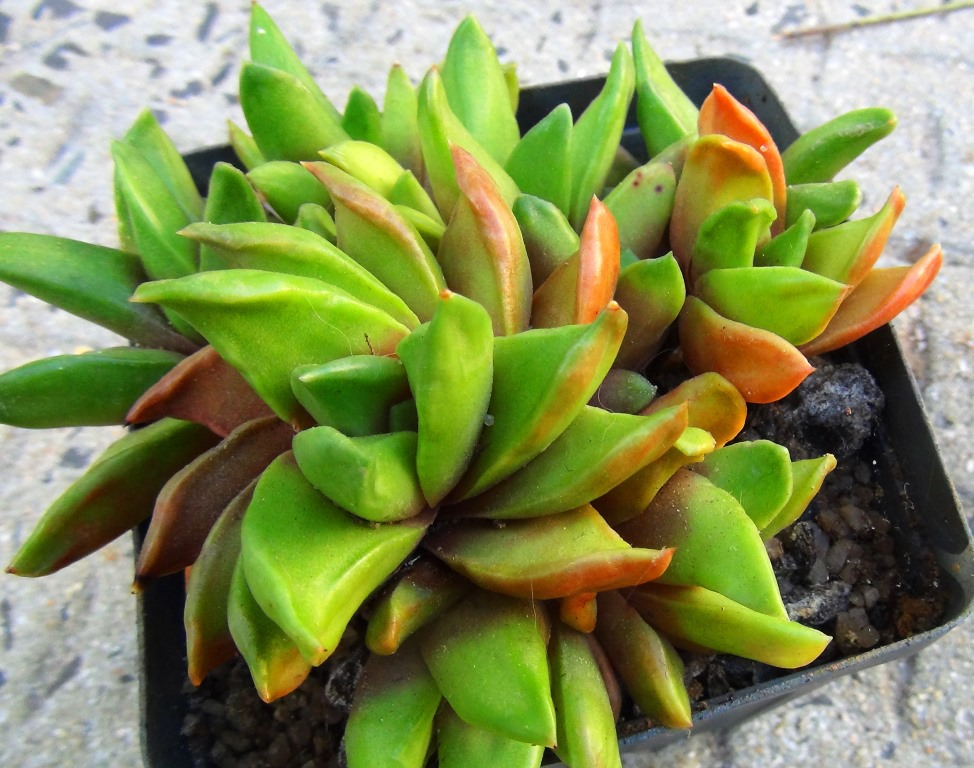
Haworthiopsis scabra var. starkiana - de vegades classificada com a espècie separada Haworthiopsis starkiana

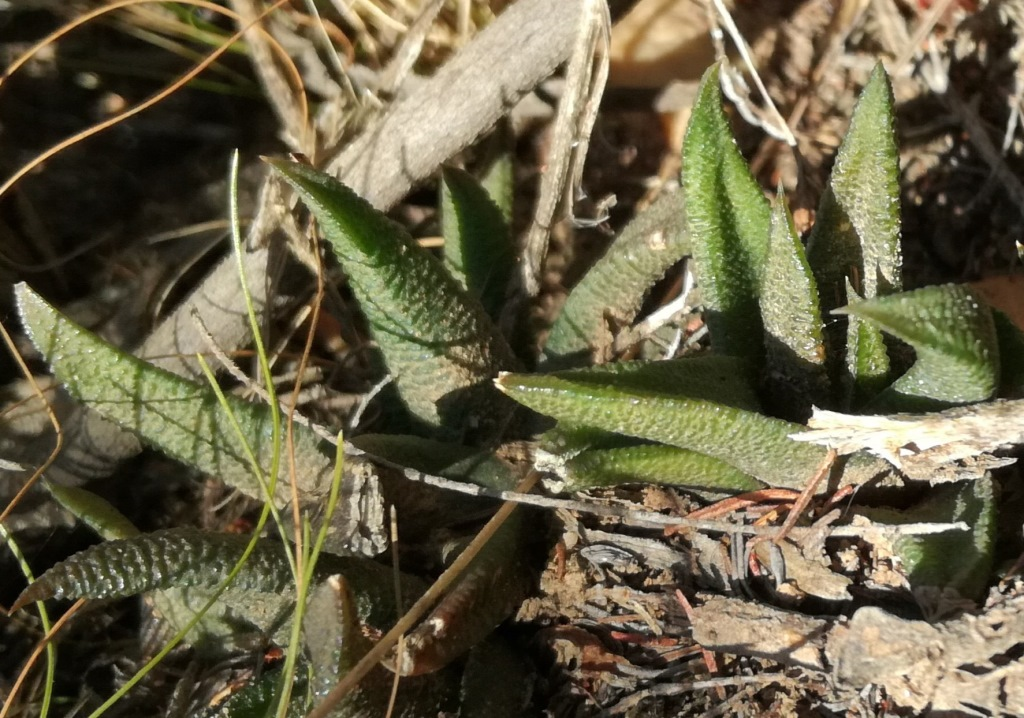
Haworthiopsis scabra var. plettens - la petita varietat tuberculosa en l'hàbitat prop de Plettenberg Bay

Haworthiopsis scabra, coneguda abans com Haworthia scabra, és una espècie de planta suculenta amb flors de regions àrides de les províncies del Cap Occidental i Oriental, Sud-àfrica.

## Descripció
Haworthiopsis scabra és una espècie molt variable, amb diverses varietats molt diferents. El seu nom "scabra" significa "aspre", però només la seva varietat tipus té realment fulles aspres.
Normalment, les seves fulles creixen en tres nivells (trifaris), encara que algunes varietats tenen una disposició de fulles de cinc nivells. Moltes varietats tenen un gir en espiral en les seves fulles.
Les flors solen aparèixer al novembre i al desembre en seu hàbitat austral.

## Distribució i hàbitat
Aquesta espècie s'estén per la part sud de Sud-àfrica a l'àrida regió de Petit Karoo. Aquí creix a banda i banda de la frontera entre les províncies del Cap occidental i oriental, des de Ladismith a l'oest fins a Baviaanskloof a l'est.
Dins d'aquesta àrea de distribució, normalment creix en sòls sorrencs molt ben drenats, generalment sota un arbust o roques que serveixen de protecció parcial del sol.

## Cultiu
És de creixement molt lent i no és freqüent en el cultiu. Requereix un sòl extremadament ben drenat i un mínim d'aigua. Prosperen en condicions d'ombra, encara que algunes varietats com starkiana es poden ajustar gradualment a ple sol.

## Taxonomia
Haworthia scabra va ser descrita per Adrian Hardy Haworth i publicada a Supplementum Plantarum Succulentarum 58, a l'any 1819.
L'espècie es va col·locar antigament al subgènere Haworthia Hexangulares. Els estudis filogenètics han demostrat que el subgènere Hexangulares en realitat no està relacionat amb altres Haworthia i així es va traslladar al nou gènere Haworthiopsis.
Etimologia
Haworthiopsis: La terminació -opsis deriva del grec ὀψις (opsis), que significa 'aparença', 'semblant' per la qual cosa, Haworthiopsis significa "com a Haworthia", i que honora al botànic britànic Adrian Hardy Haworth (1767-1833).
scabra: epítet llatí que significa "aspre, escabrosa".
Varietats acceptades
- Haworthiopsis scabra var. scabra (Varietat tipus)
- Haworthiopsis scabra var. lateganiae (Poelln.) G.D.Rowley, Alsterworthia Int., Special Issue 10: 5 (2013).
- Haworthiopsis scabra var. morrisiae (Poelln.) G.D.Rowley, Alsterworthia Int., Special Issue 10: 5 (2013).
- Haworthiopsis scabra var. smitii (Poelln.) Gildenh. & Klopper, Phytotaxa 265: 17 (2016).
- Haworthiopsis scabra var. starkiana (Poelln.) G.D.Rowley, Alsterworthia Int., Special Issue 10: 5 (2013).[6]